# Coral·lívor

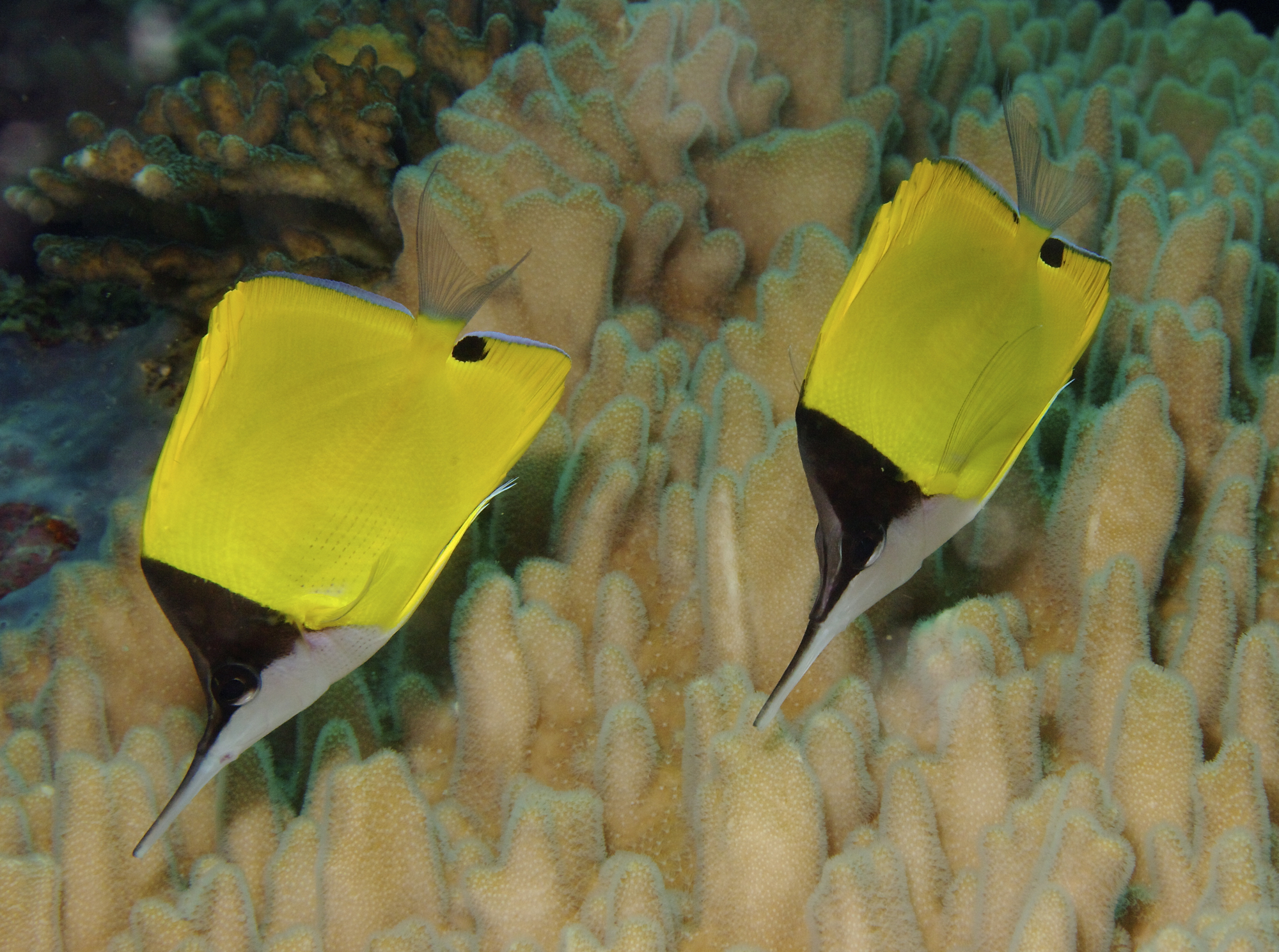
Forcipiger flavissimus navegant sobre pòlips de corall

Un coral·lívor és un animal que s'alimenta de corall. Els coral·lívors són un grup important d'organismes d'escull perquè poden influir en l'abundància, la distribució i l'estructura de la comunitat de coralls. Els coral·lívors s'alimenten de corall mitjançant una varietat d'adaptacions i estratègies úniques. Els animals coneguts per ser coral·lívors inclouen certs mol·luscs, anèl·lids, peixos, crustacis, platihelmints i equinoderms. La primera evidència registrada de coral·livor va ser presentada per Charles Darwin el 1842 durant el seu viatge de l'HMS Beagle en què va trobar corall a l'estómac de dos peixos lloro del gènere Scarus.

## Història
Mentre visitava les illes Cocos (Keeling) l'any 1842, un anglès que vivia a les illes va dir a Charles Darwin que hi havia grans bancs de peixos lloro que subsistien completament de corall. Darwin va disseccionar diversos peixos lloro i va trobar trossos de corall i material calcari finament mòlt a l'estómac. Això va portar a Darwin a teorizar correctament que algunes espècies de peixos lloro consumeixen corall i aporten sediments al medi ambient fent passar partícules finament mòltes dels esquelets de corall.
El 1952, Jacques Cousteau va escriure les primeres descripcions d'organismes que consumien corall activament i es van publicar a National Geographic. Durant el seu viatge al Mar Roig a bord del RV Calypso, Cousteau va nedar amb un parell de Bolbometopon muricatum i els va veure mossegar regularment i deixar cicatrius blanques al corall que els envoltava. Com Darwin, Cousteau també es va adonar de les partícules de sediment que es van produir als residus dels peixos lloro i es van assentar al fons marí. Cousteau va assenyalar la pausada velocitat amb què els peixos lloro consumien el corall i va remarcar que apareixien "sense pressa" i com "vaques marines, navegant per pastures de pedra".
El terme "coral·lívor" prové de la paraula llatina corallum per corall i -vora per menjar o devorar.

## Tipus
Aproximadament un terç dels coral·lívors coneguts són coral·lívors obligats, mentre que les tres quartes parts restants són coral·lívors facultatius. El coral·lívor obligatori es defineix com tenir una dieta que sigui almenys un 80% de corall. Els coral·lívors obligats estan presents a tots els oceans tropicals, excepte al Carib. Els coral·lívors facultatius es defineixen com els organismes que consumeixen regularment corall sense que constitueixi un gran percentatge de la seva dieta.
Es creu que alguns coral·lívors facultatius, com algunes damiseles, mengen corall per afavorir el creixement de les algues. Molts coral·lívors facultatius també pasturen amb algues, que competeixen amb el corall per l'espai i els recursos. En pasturar el corall, pot proporcionar millors condicions per al creixement d'algues. El pasturatge agressiu pot mantenir la comunitat d'algues en un estat de creixement accelerat, evitant efectivament la transició a una comunitat de creixement més lent.

## Estratègies d'alimentació

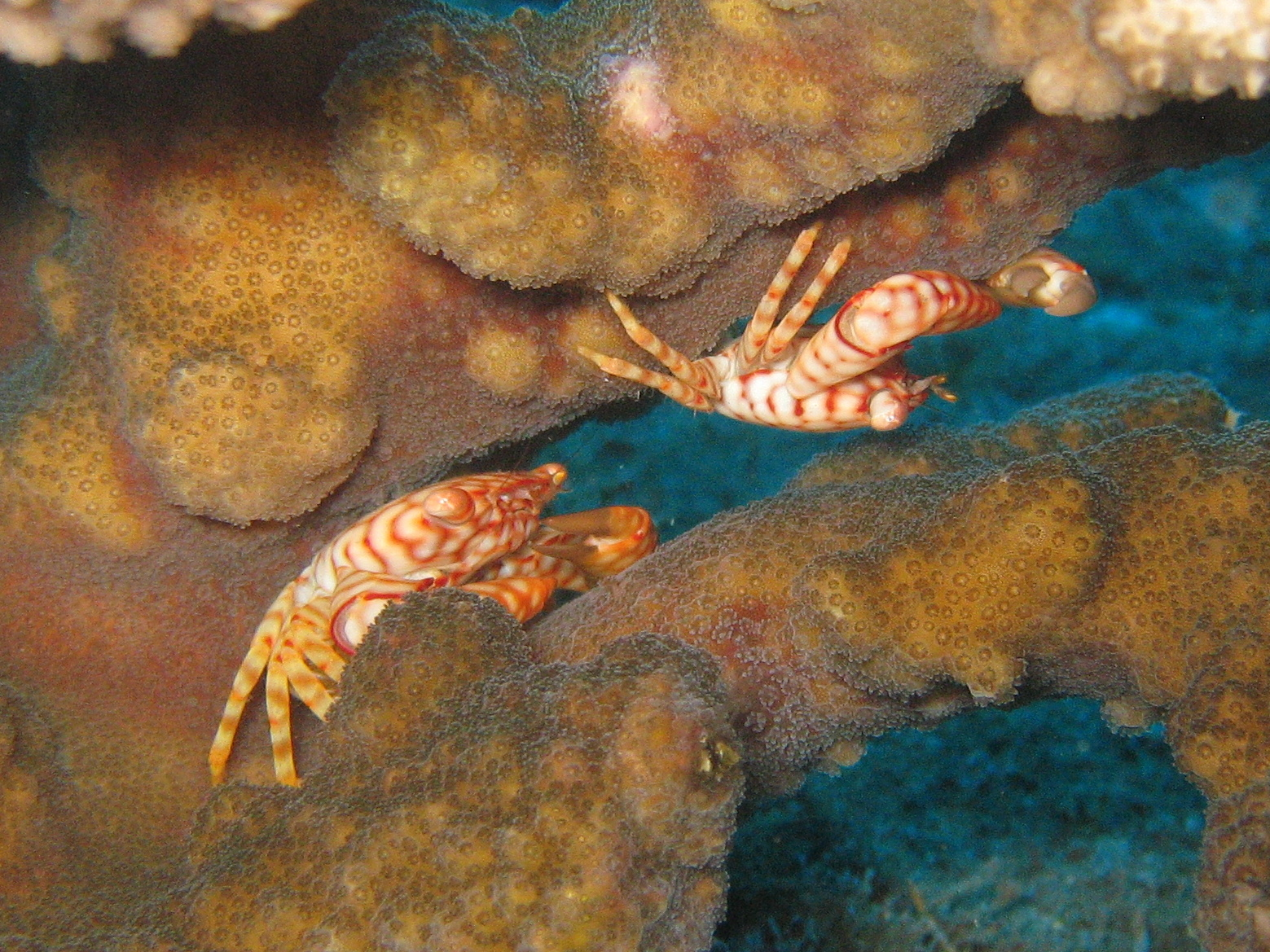
Cranc tipus Trapezia sobre Pocillopora

Els organismes mostren diferents estratègies per consumir corall. La majoria dels coral·lívors s'alimenten de corall pedregós, tanmateix, algunes espècies s'alimenten de corall tou. No hi ha cap alimentador de corall tou obligat conegut; S'estima que el corall tou és un petit percentatge de la dieta dels alimentadors de corall tou. Els gèneres de corall més comuns que es consumeixen són Acropora, Pocillopora, Montipora, i Porites. Només se sap que 18 dels 111 gèneres de corall descrits són consumits pels coral·lívors.

### Alimentadors de moc
Els alimentadors de moc s'alimenten exclusivament de moc de corall. El corall s'escapa regularment de moc a l'aigua circumdant, de manera que es creu que l'alimentació de moc no causa cap dany al corall. Tanmateix, s'ha demostrat que altera les comunitats microbianes que viuen al corall. Molts alimentadors de moc han mostrat una preferència pels coralls danyats, que normalment produeixen més moc que els corals no danyats.

### Navegadors
Els navegadors mengen teixit de corall sense danyar l'esquelet de carbonat de calci del corall. La majoria de les espècies de coral·lívors són navegadors.

### Raspadors
Els rascadors consumeixen teixit de corall viu i petites porcions de l'esquelet de carbonat de calci del corall.

### Excavadors
Els excavadors consumeixen teixit de corall viu i grans porcions de l'esquelet de carbonat de calci del corall. Els excavadors es poden desglossar encara més en "mossegadors puntuals" i "mossegadors focalitzats". Els mossegadors puntuals prenen mossegades que es troben disperses per la superfície d'una colònia, mentre que els mossegadors concentrats mosseguen repetidament a la mateixa zona. En un moment, es pensava que la mossegada concentrada era una mostra de territorialitat en peixos lloro, però més tard es va determinar que era per menjar. De tots els tipus de coral·lívors, es creu que els excavadors tenen l'impacte més gran en les comunitats d'esculls de corall a causa de la gran quantitat de corall i esquelet que es consumeixen. A més, els estudis suggereixen que el dany de l'excavació triga molt més a curar-se que altres tipus de coral·lívors.

### Bioerosionadors
Els bioerosionadors consumeixen substrat de corall mort. Es creu que els bioerosionadors ajuden a remodelar els paisatges dels esculls de corall erosionant els coralls morts.

## A la natura

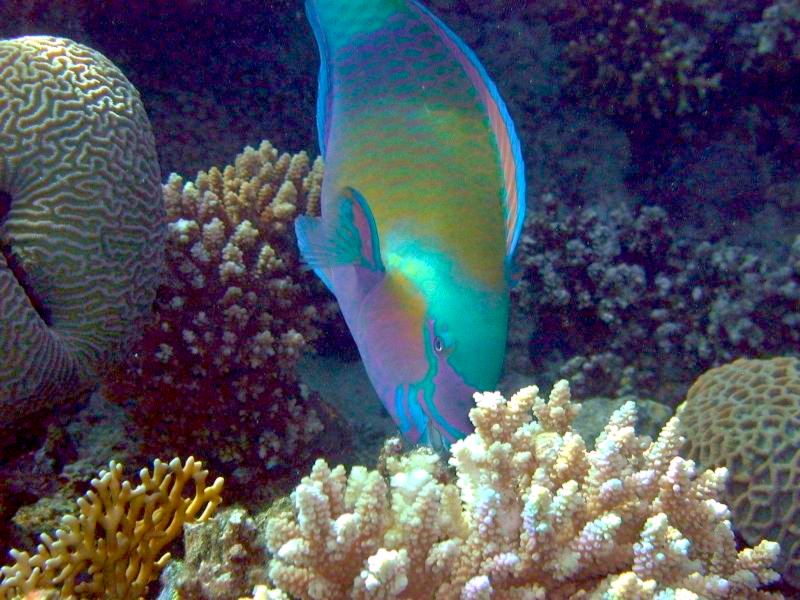
Peix lloro menjant corall al Mar Roig

El coral·livor és relativament rar a la naturalesa; menys del 3% de les espècies de peixos conegudes, quatre famílies de crustacis, quatre famílies de gastròpodes i uns quants gèneres d'equinoderms han estat identificats com a coral·lívors. Els coral·lívors estan presents a totes les regions dels esculls tropicals. La regió amb la proporció més alta d'organismes coral·lívors és l'oceà Pacífic tropical oriental.

### Peix
Els peixos papallona constitueixen un gran percentatge dels coral·lívors coneguts; de les 128 espècies de peixos coral·lívors conegudes, 69 són espècies de peixos papallona. A més, el 50% de les espècies de peixos papallona són coral·lívors, el que fa del coral·lívor el seu mètode d'alimentació més comú. Els peixos coral·lívors provenen d'11 famílies diferents. Unes 39 espècies són coral·lívors obligats.
Els peixos papallona tenen un ampli ventall d'adaptacions que faciliten el consum de corall. Alguns peixos papallona tenen la boca llarga que utilitzen com pinces per arrancar pòlips de corall individuals i alguns utilitzen les seves dents per raspar el teixit de corall. Els peixos papallona que consumeixen corall tenen intestins més llargs que els peixos que no consumeixen corall, cosa que suggereix que els coral·lívors necessiten més temps per processar les complexes molècules del corall.
El peix globus daurat es distribueix àmpliament pels oceans tropicals, tanmateix, es considera un coral·lívor especialment important, específicament al Pacífic oriental tropical. El peix globus daurat utilitza la seva placa dental en forma de bec per alimentar-se de les puntes dels coralls ramificats a un ritme estimat de 16 a 20 grams de carbonat de calci per 1 metre quadrat de corall viu per dia. Malgrat la gran quantitat de corall consumida, els estudis suggereixen que el peix globus daurat té poca influència en l'abundància de corall a la regió.
Els peixos lloro són una família de peixos que conté diverses espècies de coral·lívors. Els peixos lloro que viuen als esculls tenen dents a la mandíbula inferior i superior que s'han convertit en una vora per tallar. Aquest tall permet als peixos lloro raspar i alimentar-se del teixit i l'esquelet del corall. El tall de les dents dels peixos lloro s'assembla a un bec, que és la base del nom comú de l'organisme. A més de l'adaptació d'avantguarda, els peixos lloro també tenen unes articulacions creuades ben desenvolupades que connecten els ossos dentaris i articulars de la mandíbula inferior, la qual cosa presenta un avantatge mecànic que fa que la mossegada sigui molt més forta.

### Invertebrats
Hi ha 48 espècies d'invertebrats coral·lívors conegudes, 14 de les quals són coral·lívors obligats. El coral·lívor facultatiu estrella de corona d'espines és un important explorador de coralls que s'alimenta fent girar l'estómac i utilitzant els seus peus de tub per estendre l'estómac sobre el corall i a les escletxes entre pòlips. L'aparició d'altes densitats de població d'estelles de corona d'espines ha donat lloc a una destrucció documentada de grans extensions d'esculls de corall, amb informes de mortalitat de corall del 100% a zones localitzades. S'estima que una estrella de corona d'espines pot menjar fins a 6 metres quadrats de corall viu per any. 

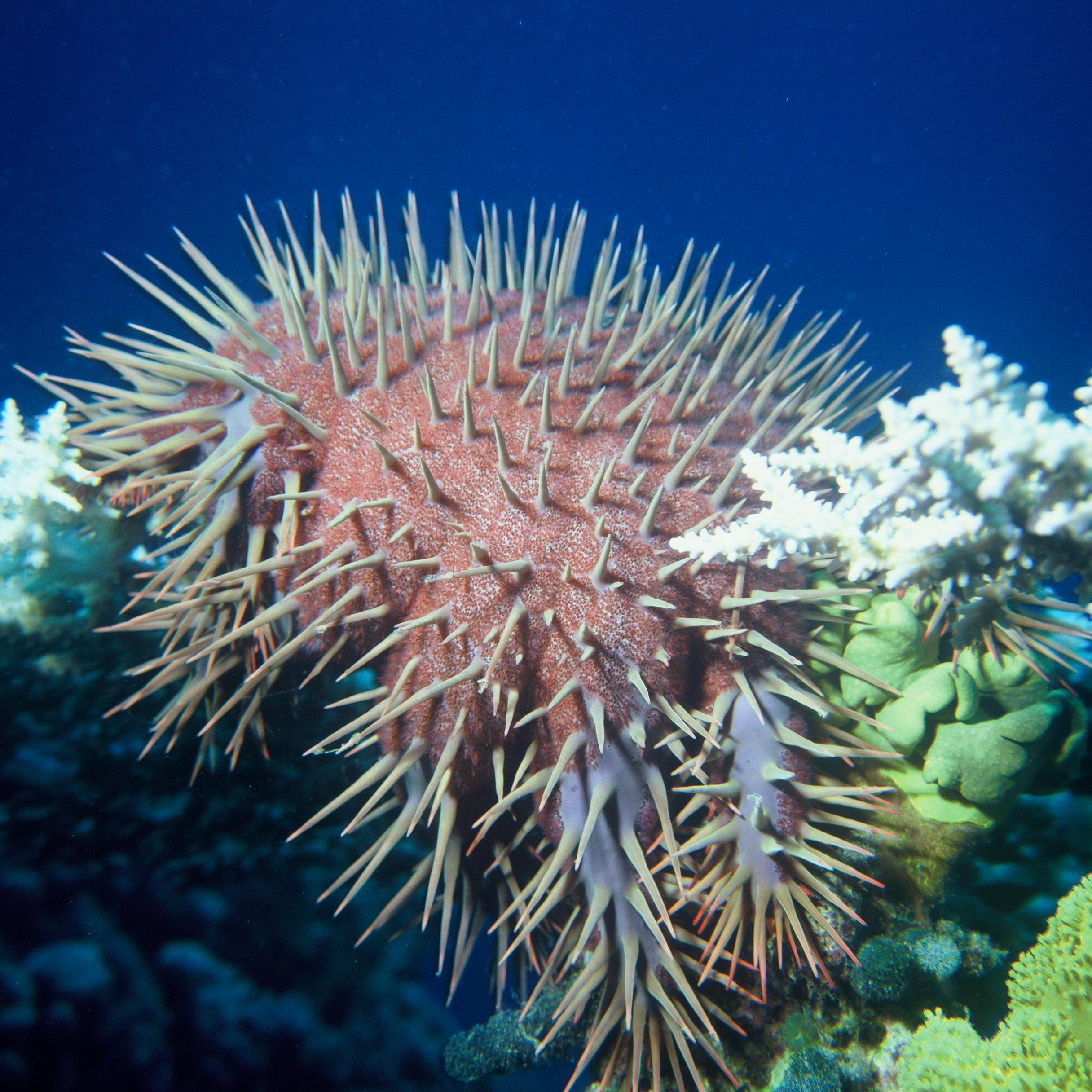
Estrella de corona d'espines al corall al Mar Roig

El gènere Drupella són caragols de mar coral·lívors obligats especialitzats en espècies de creixement ràpid Acropora i Montipora. Com l'estrella de corona d'espines, se sap que les agregacions Drupella destrueixen grans àrees de corall, i s'han citat com la causa de casos de reducció significativa de corall a la badia de Toga, Japó i la costa de Ningaloo, Austràlia.

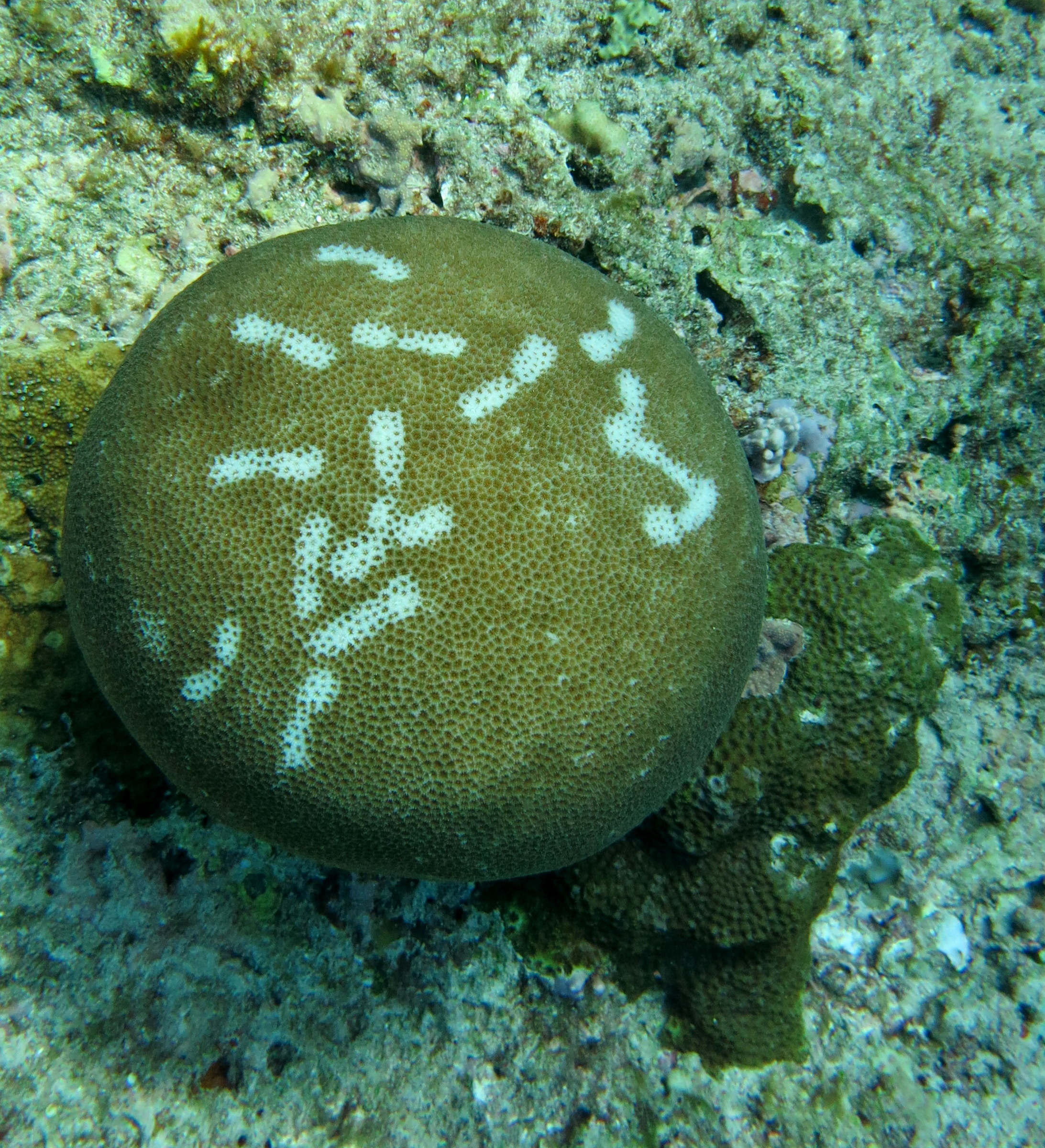
Cicatrius per mossegada de peixos lloro

La majoria dels coral·lívors mostren una preferència per un o uns quants tipus de corall. Tanmateix, el cargol coral·lívor obligat, Coralliophila abbreviata, se sap que s'alimenta de 26 espècies diferents de corall i no mostra cap preferència clara per una espècie. C. abbreviata no té una ràdula que li permetés raspar el teixit de corall, de manera que el corall es descompon per enzims digestius.
No tots els coral·lívors són perjudicials per a la salut dels coralls. De les corals amb poblacions de cracs Tetralia i Trapezia que s'alimenten de moc es va demostrar que tenien més possibilitats de supervivència durant un brot d'estrelles de corona d'espines. Se sap que els crancs Trapezia beneficien simbiòticament el corall amfitrió netejant els sediments i les restes de la seva superfície.
Alguns organismes reben més que nutrició. El nudibranqui, Phestilla sibogae, s'ha conegut per incorporar zooxanthellae, un fitoplàncton simbiont, recollit a través de coral·livori a la seva cerata. Després d'incorporar-se, les zooxantelles continuen fent la fotosíntesi i proporcionen energia al nudibranqui.

## Impactes sobre l'ecosistema

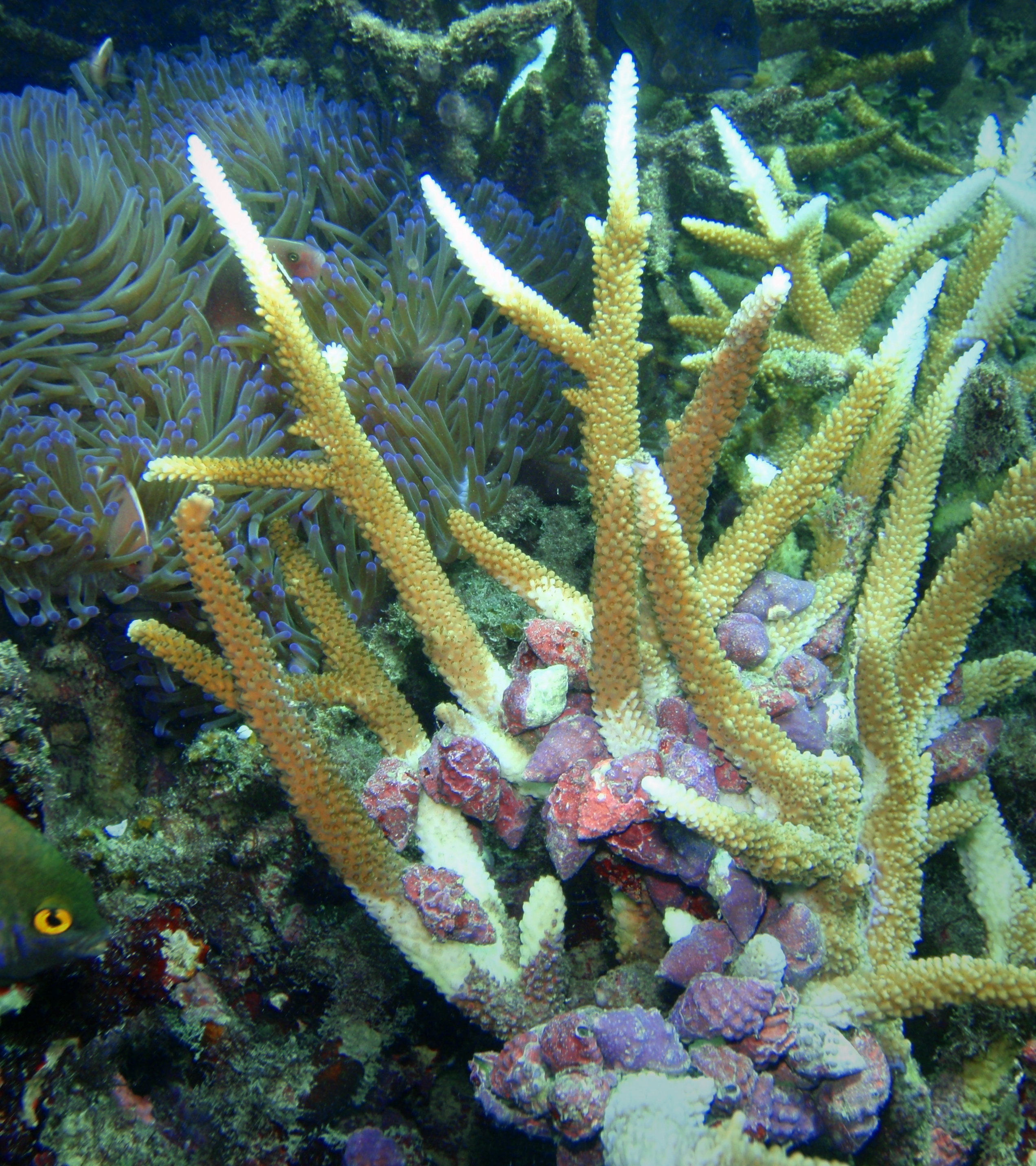
Grup de cargols Drupella alimentant-se de Acropora a Tailàndia.

El coral·livor sovint provoca danys al corall o pèrdua de biomassa de corall, i de vegades provoca directament la mort del corall. Els corals desvien energia i recursos cap a reparar els danys, cosa que ha demostrat que suprimeix el creixement addicional. La capacitat d'un corall de reparar-se es basa parcialment en la mida de la lesió; com que no tots els danys es poden curar, els danys superflus poden provocar un canvi permanent a l'escull. Els corals han demostrat que prioritzen energèticament la reparació dels danys per sobre de la reproducció, de manera que el coral·livor pot tenir un efecte negatiu en la reproducció de coral. A més, els estudis han demostrat que el pasturatge de coral·lívors es pot associar amb densitats reduïdes de zooxantel·les.
Els científics creuen que la pesca excessiva de depredadors als coral·lívors, com els grans peixos piscívors, pot provocar un augment de l'abundància de coral·lívors. Aquest augment de coral·livori pot tenir un efecte negatiu futur sobre la salut i la densitat del corall.
El coral·livor pot provocar indirectament un augment del creixement d'organismes competitius, com les algues i les esponges. A més, alguns coral·lívors han estat implicats en la propagació de malalties del corall. Alguns estudis han demostrat que els coral·lívors poden influir en les capacitats competitives de les colònies de corall.
El coral·livor no sempre és perjudicial per als esculls de corall. Si l'espècie de corall que es consumeix és espacialment dominant, el pasturatge pot ajudar a controlar el creixement i promoure una major diversitat d'esculls.
Els coral·lívors sovint són sensibles a la disminució de la salut dels coralls i de la mida de la població, i es veuen afectats negativament durant els períodes de gran pèrdua de corall. En particular, s'ha informat que els coral·lívors obligats experimenten una gran disminució de la població després de casos de pèrdua de corall. Els estudis han demostrat que els coral·lívors pateixen durant els esdeveniments de blanqueig del corall, cosa que suggereix que el corall blanquejat no és tan nutritiu com el corall sa. Falta investigació científica sobre el valor nutricional del corall sa i blanquejat. Tanmateix, s'ha determinat que la disparitat en el valor nutricional no està relacionada amb la concentració de zooxantel·les.

## Coral·lívors coneguts
Aquesta llista conté la majoria de coral·lívors coneguts, tot i que pot augmentar ja que la recerca està en curs.
| Fílum         | Família           | Espècie                          | Dieta (Obligatòria o facultativa) | Presa preferida                                                    | Regió                                 | Evidència de coral·livor |  |
| ------------- | ----------------- | -------------------------------- | --------------------------------- | ------------------------------------------------------------------ | ------------------------------------- | ------------------------ |  |
| Annelida      | Amphinomidae      | Hermodice carunculata            | Facultativa                       | Acropora, Millepora, Oculina, Porites                              | Carib, Atlàntic oriental, Mediterrani |                          |  |
| Arthropoda    | Alpheidae         | Alpheus lottini                  | Facultativa                       | Pocillopora                                                        | Mar Roig, Pacífic oriental            |                          |  |
| Arthropoda    | Diogenidae        | Aniculus elegans                 | Facultativa                       | Pocillopora                                                        | Pacífic oriental                      |                          |  |
| Arthropoda    | Diogenidae        | Calcinus obscurus                |                                   |                                                                    | Pacífic oriental                      |                          |  |
| Arthropoda    | Diogenidae        | Trizopagurus magnificus          | Facultativa                       | Pocillopora                                                        | Pacífic oriental                      |                          |  |
| Arthropoda    | Pyrgomatidae      | Hoekia monticulariae             | Obligat                           |                                                                    | Indo-Pacífic                          |                          |  |
| Arthropoda    | Tetraliidae       | Tetralia glaberrima              | Obligat                           | Acropora, Seriatopora                                              | Mar Roig, Indo-Pacífic                |                          |  |
| Arthropoda    | Tetraliidae       | Tetralia cavimana                | Obligat                           | Acropora                                                           | Mar Roig, Indo-Pacífic                |                          |  |
| Arthropoda    | Trapeziidae       | Trapezia cymodoce                | Obligat                           | Pocillopora, Stylophora                                            | Indo-Pacífic, Pacífic oriental        |                          |  |
| Arthropoda    | Trapeziidae       | Trapezia ferruginea              | Obligat                           | Pocillopora                                                        | Indo-Pacífic, Pacífic oriental        |                          |  |
| Chordata      | Balistidae        | Balistapus undulatus             | Facultativa                       | Pavona, Pocillopora, Porites                                       | Indo-Pacífic, Pacífic oriental        | Contingut intestinal     |  |
| Chordata      | Balistidae        | Balistoides viridescens          | Facultativa                       |                                                                    | Indo-Pacífic, Pacífic oriental        | Anecdòtic                |  |
| Chordata      | Balistidae        | Rhinecanthus aculeatus           | Facultativa                       |                                                                    | Indo-Pacífic                          | Contingut intestinal     |  |
| Chordata      | Balistidae        | Melichthys niger                 | Facultativa                       | Colpolphyllia                                                      | Tots els oceans tropicals             | Contingut intestinal     |  |
| Chordata      | Balistidae        | Pseudobalistes flavimarginatus   | Facultativa                       |                                                                    | Mar Roig, Indo-Pacífic                | Anecdòtic                |  |
| Chordata      | Balistidae        | Pseudobalistes naufragium        | Facultativa                       |                                                                    | Pacífic oriental                      | Anecdòtic                |  |
| Chordata      | Balistidae        | Sufflamen fraenatum              | Facultativa                       | Pocillopora, Porites, Pavona                                       | Indo-Pacífic                          | Contingut intestinal     |  |
| Chordata      | Blennidae         | Ecsenius bicolor                 | Facultativa                       |                                                                    | Indo-Pacífic                          | Observació               |  |
| Chordata      | Blennidae         | Exallias brevis                  | Obligat                           | Acropora                                                           | Indo-Pacífic                          | Contingut intestinal     |  |
| Chordata      | Chaetodontidae    | Chaetodon adiergastos            | Facultativa                       |                                                                    | Pacífic occidental                    | Anecdòtic                |  |
| Chordata      | Chaetodontidae    | Chaetodon andamanensis           | Obligat                           |                                                                    | Índic oriental                        | Anecdòtic                |  |
| Chordata      | Chaetodontidae    | Chaetodon argentatus             | Facultativa                       |                                                                    | Pacífic occidental                    | Contingut intestinal     |  |
| Chordata      | Chaetodontidae    | Chaetodon aureofasciatus         | Obligat                           |                                                                    | Indo-Pacífic                          | Observació               |  |
| Chordata      | Chaetodontidae    | Chaetodon auriga                 | Facultativa                       |                                                                    | Mar Roig, Indo-Pacífic                | Contingut intestinal     |  |
| Chordata      | Chaetodontidae    | Chaetodon auripes                | Facultativa                       |                                                                    | Pacífic occidental                    | Contingut intestinal     |  |
| Chordata      | Chaetodontidae    | Chaetodon austriacus             | Obligat                           |                                                                    | Mar Roig                              | Contingut intestinal     |  |
| Chordata      | Chaetodontidae    | Chaetodon baronessa              | Obligat                           |                                                                    | Pacífic oriental                      | Contingut intestinal     |  |
| Chordata      | Chaetodontidae    | Chaetodon bennetti               | Obligat                           |                                                                    | Indo-Pacífic                          | Contingut intestinal     |  |
| Chordata      | Chaetodontidae    | Chaetodon blackburnii            | Facultativa                       |                                                                    | Índic                                 | Anecdòtic                |  |
| Chordata      | Chaetodontidae    | Chaetodon capistratus            | Facultativa                       |                                                                    | Carib                                 | Contingut intestinal     |  |
| Chordata      | Chaetodontidae    | Chaetodon citrinellus            | Facultativa                       |                                                                    | Indo-Pacífic                          | Contingut intestinal     |  |
| Chordata      | Chaetodontidae    | Chaetodon collare                | Facultativa                       |                                                                    | Mar Roig, índic                       | Anecdòtic                |  |
| Chordata      | Chaetodontidae    | Chaetodon daedalma               | Facultativa                       |                                                                    | Pacífic nord-occidental               | Contingut intestinal     |  |
| Chordata      | Chaetodontidae    | Chaetodon decussatus             | Facultativa                       |                                                                    | Índic                                 | Anecdòtic                |  |
| Chordata      | Chaetodontidae    | Chaetodon ephippium              | Facultativa                       |                                                                    | Indo-Pacífic                          | Contingut intestinal     |  |
| Chordata      | Chaetodontidae    | Chaetodon falcula                | Facultativa                       |                                                                    | Índic                                 | Observació               |  |
| Chordata      | Chaetodontidae    | Chaetodon fasciatus              | Facultativa                       |                                                                    | Mar Roig                              | Contingut intestinal     |  |
| Chordata      | Chaetodontidae    | Chaetodon flavirostris           | Facultativa                       |                                                                    | Pacífic                               | Anecdòtic                |  |
| Chordata      | Chaetodontidae    | Chaetodon fremblii               | Facultativa                       |                                                                    | Hawaii                                | Anecdòtic                |  |
| Chordata      | Chaetodontidae    | Chaetodon gardineri              | Facultativa                       |                                                                    | Índic Occidental                      | Anecdòtic                |  |
| Chordata      | Chaetodontidae    | Chaetodon guttatissimus          | Facultativa                       |                                                                    | Índic                                 | Anecdòtic                |  |
| Chordata      | Chaetodontidae    | Chaetodon interruptus            | Facultativa                       |                                                                    | Índic                                 | Anecdòtic                |  |
| Chordata      | Chaetodontidae    | Chaetodon kleinii                | Facultativa                       |                                                                    | Indo-Pacífic                          | Contingut intestinal     |  |
| Chordata      | Chaetodontidae    | Chaetodon larvatus               | Obligat                           |                                                                    | Mar Roig                              | Contingut intestinal     |  |
| Chordata      | Chaetodontidae    | Chaetodon leucopleura            | Facultativa                       |                                                                    | Índic Occidental                      | Anecdòtic                |  |
| Chordata      | Chaetodontidae    | Chaetodon lineolatus             | Facultativa                       |                                                                    | Indo-Pacífic                          | Anecdòtic                |  |
| Chordata      | Chaetodontidae    | Chaetodon lunula                 | Facultativa                       |                                                                    | Indo-Pacífic                          | Contingut intestinal     |  |
| Chordata      | Chaetodontidae    | Chaetodon lunulatus              | Obligat                           |                                                                    | Indo-Pacífic                          | Contingut intestinal     |  |
| Chordata      | Chaetodontidae    | Chaetodon melannotus             | Obligat                           |                                                                    | Mar Roig, Indo-Pacífic                | Contingut intestinal     |  |
| Chordata      | Chaetodontidae    | Chaetodon melapterus             | Obligat                           |                                                                    | Mar Roig                              | Contingut intestinal     |  |
| Chordata      | Chaetodontidae    | Chaetodon mertensii              | Facultativa                       |                                                                    | Indo-Pacífic                          | Contingut intestinal     |  |
| Chordata      | Chaetodontidae    | Chaetodon mesoleucos             | Facultativa                       |                                                                    | Mar Roig                              | Contingut intestinal     |  |
| Chordata      | Chaetodontidae    | Chaetodon meyeri                 | Obligat                           |                                                                    | Indo-Pacífic                          | Contingut intestinal     |  |
| Chordata      | Chaetodontidae    | Chaetodon multicinctus           | Obligat                           |                                                                    | Hawaii                                | Contingut intestinal     |  |
| Chordata      | Chaetodontidae    | Chaetodon nigropunctatus         | Facultativa                       |                                                                    | Mar Roig                              | Anecdòtic                |  |
| Chordata      | Chaetodontidae    | Chaetodon nippon                 | Facultativa                       |                                                                    | Pacífic                               | Contingut intestinal     |  |
| Chordata      | Chaetodontidae    | Chaetodon ocellatus              | Facultativa                       |                                                                    | Carib                                 | Anecdòtic                |  |
| Chordata      | Chaetodontidae    | Chaetodon ocellicaudus           | Obligat                           |                                                                    | Pacífic occidental                    | Anecdòtic                |  |
| Chordata      | Chaetodontidae    | Chaetodon octofasciatus          | Obligat                           |                                                                    | Indo-Pacífic                          | Anecdòtic                |  |
| Chordata      | Chaetodontidae    | Chaetodon ornatissimus           | Obligat                           |                                                                    | Indo-Pacífic                          | Contingut intestinal     |  |
| Chordata      | Chaetodontidae    | Chaetodon oxycephalus            | Facultativa                       |                                                                    | Indo-Pacífic                          | Anecdòtic                |  |
| Chordata      | Chaetodontidae    | Chaetodon paucifasciatus         | Facultativa                       |                                                                    | Mar Roig                              | Contingut intestinal     |  |
| Chordata      | Chaetodontidae    | Chaetodon pelewensis             | Facultativa                       |                                                                    | Indo-Pacífic                          | Contingut intestinal     |  |
| Chordata      | Chaetodontidae    | Chaetodon plebeius               | Obligat                           |                                                                    | Indo-Pacífic                          | Contingut intestinal     |  |
| Chordata      | Chaetodontidae    | Chaetodon punctatofasciatus      | Obligat                           |                                                                    | Indo-Pacífic                          | Contingut intestinal     |  |
| Chordata      | Chaetodontidae    | Chaetodon quadrimaculatus        | Facultativa                       |                                                                    | Indo-Pacífic                          | Contingut intestinal     |  |
| Chordata      | Chaetodontidae    | Chaetodon rafflesi               | Facultativa                       |                                                                    | Indo-Pacífic                          | Contingut intestinal     |  |
| Chordata      | Chaetodontidae    | Chaetodon rainfordi              | Obligat                           |                                                                    | Pacífic occidental                    | Observació               |  |
| Chordata      | Chaetodontidae    | Chaetodon reticulatus            | Obligat                           |                                                                    | Pacífic                               | Contingut intestinal     |  |
| Chordata      | Chaetodontidae    | Chaetodon semilarvatus           | Obligat                           |                                                                    | Mar Roig                              | Contingut intestinal     |  |
| Chordata      | Chaetodontidae    | Chaetodon speculum               | Facultativa                       |                                                                    | Indo-Pacífic                          | Contingut intestinal     |  |
| Chordata      | Chaetodontidae    | Chaetodon triangulum             | Obligat                           |                                                                    | Índic                                 | Anecdòtic                |  |
| Chordata      | Chaetodontidae    | Chaetodon tricinctus             | Facultativa                       |                                                                    | Lord Howels                           | Observació               |  |
| Chordata      | Chaetodontidae    | Chaetodon trichrous              | Facultativa                       |                                                                    | Society Islands                       | Observació               |  |
| Chordata      | Chaetodontidae    | Chaetodon trifascialis           | Obligat                           |                                                                    | Mar Roig, Indo-Pacífic                | Contingut intestinal     |  |
| Chordata      | Chaetodontidae    | Chaetodon trifasciatus           | Obligat                           |                                                                    | Índic                                 | Contingut intestinal     |  |
| Chordata      | Chaetodontidae    | Chaetodon ulientensis            | Facultativa                       |                                                                    | Indo-Pacífic                          | Contingut intestinal     |  |
| Chordata      | Chaetodontidae    | Chaetodon unimaculatus           | Obligat                           |                                                                    | Indo-Pacífic                          | Contingut intestinal     |  |
| Chordata      | Chaetodontidae    | Chaetodon vagabundus             | Facultativa                       |                                                                    | Mar Roig, Indo-Pacífic                | Contingut intestinal     |  |
| Chordata      | Chaetodontidae    | Chaetodon xanthocephalus         | Facultativa                       |                                                                    | Índic                                 | Contingut intestinal     |  |
| Chordata      | Chaetodontidae    | Chaetodon xanthurus              | Facultativa                       |                                                                    | Pacífic                               | Anecdòtic                |  |
| Chordata      | Chaetodontidae    | Chaetodon zanzibariensis         | Obligat                           |                                                                    | Índic Occidental                      | Observació               |  |
| Chordata      | Chaetodontidae    | Forcipiger flavissimus           | Facultativa                       |                                                                    | Mar Roig, Indo-Pacífic                | Contingut intestinal     |  |
| Chordata      | Chaetodontidae    | Heniochus acuminatus             | Facultativa                       |                                                                    | Indo-Pacífic                          | Anecdòtic                |  |
| Chordata      | Chaetodontidae    | Heniochus chrysostomus           | Facultativa                       |                                                                    | Indo-Pacífic                          | Contingut intestinal     |  |
| Chordata      | Chaetodontidae    | Heniochus intermedius            | Facultativa                       |                                                                    | Mar Roig                              | Contingut intestinal     |  |
| Chordata      | Chaetodontidae    | Heniochus singularius            | Obligat                           |                                                                    | Indo-Pacífic                          | Contingut intestinal     |  |
| Chordata      | Chaetodontidae    | Heniochus varius                 | Facultativa                       |                                                                    | Pacífic                               | Contingut intestinal     |  |
| Chordata      | Gobiidae          | Gobiodon citrinus                | Obligat                           | Acropora                                                           | Mar Roig, Indo-Pacífic                | Contingut intestinal     |  |
| Chordata      | Gobiidae          | Gobiodon okinawae                | Facultativa                       |                                                                    | Pacífic occidental                    | Contingut intestinal     |  |
| Chordata      | Gobiidae          | Paragobidon echinocephalus       | Facultativa                       |                                                                    | Indo-Pacífic                          | Anecdòtic                |  |
| Chordata      | Labridae          | Diproctacanthus xanthurus        | Obligat                           |                                                                    | Pacífic occidental                    | Observació               |  |
| Chordata      | Labridae          | Labrichthys unilineatus          | Obligat                           | Acropora, Montipora                                                | Indo-Pacífic                          | Contingut intestinal     |  |
| Chordata      | Labridae          | Labropsis alleni                 | Obligat                           |                                                                    | Pacífic occidental                    | Observació               |  |
| Chordata      | Labridae          | Labropsis australis              | Obligat                           |                                                                    | Pacífic occidental                    | Anecdòtic                |  |
| Chordata      | Labridae          | Labropsis manabei                | Obligat                           |                                                                    | Indo-Pacífic                          | Anecdòtic                |  |
| Chordata      | Labridae          | Labropsis micronesica            | Facultativa                       |                                                                    | Pacífic occidental                    | Anecdòtic                |  |
| Chordata      | Labridae          | Labropsis polynesica             | Facultativa                       |                                                                    | Pacífic oriental                      | Anecdòtic                |  |
| Chordata      | Labridae          | Labropsis xanthonota             | Obligat                           |                                                                    | Indo-Pacífic                          | Anecdòtic                |  |
| Chordata      | Labridae          | Larabicus quadrilineatus         | Obligat                           |                                                                    | Mar Roig                              | Observació               |  |
| Chordata      | Labridae          | Choerodon graphicus              | Facultativa                       |                                                                    | Pacífic sud-oest                      | Contingut intestinal     |  |
| Chordata      | Monacanthidae     | Aluterus scriptus                | Facultativa                       |                                                                    | Tots els oceans tropicals             | Contingut intestinal     |  |
| Chordata      | Monacanthidae     | Cantherhines dumerilii           | Obligat                           | Acropora, Pocillopora, Montipora, Leptoria, Porites                | Indo-Pacífic                          | Contingut intestinal     |  |
| Chordata      | Monacanthidae     | Cantherhines macrocerus          | Facultativa                       |                                                                    | Carib                                 | Contingut intestinal     |  |
| Chordata      | Monacanthidae     | Cantherhines pullus              | Facultativa                       |                                                                    | Carib                                 | Contingut intestinal     |  |
| Chordata      | Monacanthidae     | Cantherhines sandwichiensis      | Facultativa                       |                                                                    | Pacífic oriental                      | Anecdòtic                |  |
| Chordata      | Monacanthidae     | Oxymonacanthus halli             | Obligat                           |                                                                    | Mar Roig                              | Anecdòtic                |  |
| Chordata      | Monacanthidae     | Oxymonacanthus longirostris      | Obligat                           | Acropora                                                           | Indo-Pacífic                          | Contingut intestinal     |  |
| Chordata      | Monacanthidae     | Pervagor spilosoma               | Facultativa                       |                                                                    | Hawaii                                | Contingut intestinal     |  |
| Chordata      | Ostraciidae       | Ostracion cubicus                | Facultativa                       |                                                                    | Mar Roig, Indo-Pacífic                | Contingut intestinal     |  |
| Chordata      | Ostraciidae       | Lactoria diaphana                | Facultativa                       |                                                                    | Indo-Pacífic                          | Contingut intestinal     |  |
| Chordata      | Pomacanthidae     | Centropyge multispinus           | Facultativa                       |                                                                    | Indo-Pacífic                          | Anecdòtic                |  |
| Chordata      | Pomacanthidae     | Pomacanthus arcuatus             | Facultativa                       |                                                                    | Carib                                 | Anecdòtic                |  |
| Chordata      | Pomacentridae     | Cheiloprion labiatus             | Obligat                           | Acropora                                                           | Indo-Pacífic                          | Contingut intestinal     |  |
| Chordata      | Pomacentridae     | Neoglyphidodon melas             | Facultativa                       |                                                                    | Mar Roigs, Indo-Pacific               | Contingut intestinal     |  |
| Chordata      | Pomacentridae     | Microspathodon chrysurus         | Facultativa                       |                                                                    | Carib                                 | Contingut intestinal     |  |
| Chordata      | Pomacentridae     | Plectroglyphidodon dickii        | Facultativa                       | Acropora, Pocillopora                                              | Indo-Pacífic                          | Contingut intestinal     |  |
| Chordata      | Pomacentridae     | Plectroglyphidodon johnstonianus | Obligat                           | Acropora                                                           | Indo-Pacífic                          | Contingut intestinal     |  |
| Chordata      | Pomacentridae     | Stegastes acapulcoensis          | Facultativa                       |                                                                    | Pacífic oriental                      | Anecdòtic                |  |
| Chordata      | Pomacentridae     | Stegastes leucostictus           | Facultativa                       |                                                                    | Carib                                 | Contingut intestinal     |  |
| Chordata      | Pomacentridae     | Stegastes variabilis             | Facultativa                       |                                                                    | Carib                                 | Contingut intestinal     |  |
| Chordata      | Scaridae          | Bolbometopon muricatum           | Facultativa                       | Acropora, Pocillopora, Porites, Montipora                          | Mar Roig, Indo-Pacífic                | Observació               |  |
| Chordata      | Scaridae          | Cetoscarus bicolor               | Facultativa                       | Porites                                                            | Indo-Pacífic                          | Observació               |  |
| Chordata      | Scaridae          | Chlorurus microrhinos            | Facultativa                       |                                                                    | Indo-Pacífic                          | Observació               |  |
| Chordata      | Scaridae          | Chlorurus strongylocephalus      | Facultativa                       | Pavona, Pocillopora, Porites                                       | Índic                                 | Observació               |  |
| Chordata      | Scaridae          | Sparisoma aurofrenatum           | Facultativa                       | Montastraea, Porites, Madracis                                     | Carib                                 | Anecdòtic                |  |
| Chordata      | Scaridae          | Sparisoma viride                 | Facultativa                       | Porites, Montastraea                                               | Carib                                 | Observació               |  |
| Chordata      | Scaridae          | Scarus coelestinus               | Facultativa                       |                                                                    | Carib                                 | Contingut intestinal     |  |
| Chordata      | Scaridae          | Scarus guacamaia                 | Facultativa                       |                                                                    | Carib                                 | Observació               |  |
| Chordata      | Tetraodontidae    | Arothron hispidus                | Facultativa                       | Pocillopora                                                        | Mar Roig, Indo-Pacífic                | Contingut intestinal     |  |
| Chordata      | Tetraodontidae    | Arothron meleagris               | Obligat                           | Acropora, Pocillopora, Porites, Pavona, Psammocora, Montipora      | Indo-Pacífic                          | Contingut intestinal     |  |
| Chordata      | Tetraodontidae    | Arothron nigropunctatus          | Obligat                           | Acropora, Pavona, Pocillpora, Porites                              | Indo-Pacífic                          | Contingut intestinal     |  |
| Chordata      | Tetraodontidae    | Arothron reticularis             | Facultativa                       |                                                                    | Indo-Pacífic                          | Anecdòtic                |  |
| Chordata      | Tetraodontidae    | Arothron stellatus               | Facultativa                       |                                                                    | Mar Roig, Indo-Pacífic                | Anecdòtic                |  |
| Chordata      | Tetraodontidae    | Canthigaster amboinensis         | Facultativa                       |                                                                    | Indo-Pacífic                          | Contingut intestinal     |  |
| Chordata      | Tetraodontidae    | Canthigaster margaritata         | Facultativa                       |                                                                    | Mar Roig, Indo-Pacífic                | Anecdòtic                |  |
| Chordata      | Tetraodontidae    | Canthigaster solandri            | Facultativa                       |                                                                    | Indo-Pacífic                          | Contingut intestinal     |  |
| Chordata      | Tetraodontidae    | Canthigaster valentine           | Facultativa                       | Pavona, Pocillopora, Porites                                       | Mar Roig, Indo-Pacífic                | Observació               |  |
| Echinodermata | Acanthasteridae   | Acanthaster planci               | Facultativa                       | Acropora, Montipora, Pocillopora                                   | Indo-Pacífic, Pacífic oriental        |                          |  |
| Echinodermata | Cidaridae         | Eucidaris thouarsii              | Facultativa                       | Pavona, Pocillopora                                                | Pacífic oriental                      |                          |  |
| Echinodermata | Diadematidae      | Astropyga radiata                | Facultativa                       |                                                                    | Índic oriental                        |                          |  |
| Echinodermata | Diadematidae      | Diadema antillarum               | Facultativa                       | Acropora, Agaricia, Madracis, Montastraea, Porites                 | Carib                                 |                          |  |
| Echinodermata | Diadematidae      | Diadema setosum                  | Facultativa                       |                                                                    | Índic oriental                        |                          |  |
| Echinodermata | Diadematidae      | Echinothrix calamaris            | Facultativa                       |                                                                    | Índic oriental                        |                          |  |
| Echinodermata | Echinasteridae    | Echinaster purpureus             | Facultativa                       | Porites                                                            | Índic Occidental                      |                          |  |
| Echinodermata | Echinometridae    | Echinometra mathaei              | Facultativa                       |                                                                    | Indo-Pacífic, Carib                   |                          |  |
| Echinodermata | Echinometridae    | Echinometra viridis              | Facultativa                       |                                                                    | Carib                                 |                          |  |
| Echinodermata | Echinoneidae      | Echinoneus cyclostomus           | Facultativa                       |                                                                    | Índic Occidental                      |                          |  |
| Echinodermata | Ophidiasteridae   | Linckia laevigata                | Facultativa                       | Porites                                                            | Índic Occidental, Indo-Pacific        |                          |  |
| Echinodermata | Ophidiasteridae   | Nardoa variolata                 | Facultativa                       | Porites                                                            | Índic Occidental                      |                          |  |
| Echinodermata | Ophidiasteridae   | Pharia pyramidata                | Facultativa                       | Pocillopora                                                        | Pacífic oriental                      |                          |  |
| Echinodermata | Oreasteridae      | Culcita novaeguineae             | Facultativa                       | Acropora, Pocillpora                                               | Indo-Pacífic                          |                          |  |
| Echinodermata | Oreasteridae      | Culcita schmideliana             | Facultativa                       | Acropora, Galaxea, Goniastrea                                      | Índic Occidental                      |                          |  |
| Echinodermata | Oreasteridae      | Nidorellia armata                | Facultativa                       | Pavona                                                             | Pacífic oriental                      |                          |  |
| Echinodermata | Oreasteridae      | Pentaceraster cumingi            | Facultativa                       | Psammocora                                                         | Pacífic oriental                      |                          |  |
| Echinodermata | Temnopleuridae    | Microcyphus rousseaui            | Facultativa                       |                                                                    | Índic Occidental                      |                          |  |
| Echinodermata | Stomopneustidae   | Stomopneustes variolaris         | Facultativa                       |                                                                    | Índic Occidental                      |                          |  |
| Echinodermata | Stomopneustidae   | Tripneustes gratillia            | Facultativa                       |                                                                    | Índic Occidental                      |                          |  |
| Mollusca      | Architectonicidae | Psilaxis radiatus                | Facultativa                       | Porites                                                            | Pacífic                               |                          |  |
| Mollusca      | Epitoniidae       | Epifungium ulu                   |                                   | Fungia                                                             | Pacífic                               |                          |  |
| Mollusca      | Muricidae         | Babelomurex hindsi               |                                   | Pocillopora                                                        | Pacífic oriental                      |                          |  |
| Mollusca      | Muricidae         | Coralliophila galea              | Obligat                           | No es mostra cap preferència                                       | Carib                                 |                          |  |
| Mollusca      | Muricidae         | Coralliophila violacea           |                                   | Porites                                                            | Indo-Pacífic                          |                          |  |
| Mollusca      | Muricidae         | Coralliophila caribaea           |                                   | Acropora, Porites                                                  | Carib                                 |                          |  |
| Mollusca      | Muricidae         | Coralliophila monodonta          | Obligat                           | Montipora, Pocillopora, Porites, Seriatopora, Stylophora           | Indo-Pacífic, Pacífic oriental        |                          |  |
| Mollusca      | Muricidae         | Drupella cornus                  | Obligat                           | Acropora, Montipora, Pocillopora, Porites, Seriatopora, Stylophora | Mar Roig, Indo-Pacífic                |                          |  |
| Mollusca      | Muricidae         | Drupella elata                   | Obligat                           | Acropora, Montipora, Pocillopora, Porites                          | Indo-Pacífic                          |                          |  |
| Mollusca      | Muricidae         | Drupella fragum                  | Obligat                           | Acropora, Montipora, Pocillopora, Porites, Seriatopora, Stylophora | Indo-Pacífic                          |                          |  |
| Mollusca      | Muricidae         | Drupella rugosa                  | Obligat                           | Acropora, Montipora, Pocillopora, Porites, Seriatopora, Stylophora | Indo-Pacífic                          |                          |  |
| Mollusca      | Muricidae         | Morula spinosa                   |                                   |                                                                    |                                       |                          |  |
| Mollusca      | Muricidae         | Muricopsis zeteki                |                                   | Pocillopora                                                        | Pacífic oriental                      |                          |  |
| Mollusca      | Ovulidae          | Jenneria pustulata               | Obligat                           | Pocillopora, Porites, Siderastrea                                  | Pacífic oriental                      |                          |  |
| Mollusca      | Ovulidae          | Pedicularia decussata            |                                   | Solenastrea                                                        | Carib                                 |                          |  |
| Mollusca      | Trinchesiidae     | Phestilla sibogae                | Obligat                           | Porites                                                            | Pacífic                               |                          |  |
| Mollusca      | Trinchesiidae     | Phestilla melanobrachia          | Obligat                           | Turbinaria                                                         | Indo-Pacífic                          |                          |  |
| Mollusca      | Trinchesiidae     | Phestilla minor                  | Obligat                           | Porites                                                            | Indo-Pacífic                          |                          |  |